# Roberval (Francja)
Roberval – miejscowość i gmina we Francji, w regionie Hauts-de-France, w departamencie Oise.
Według danych na rok 1999 gminę zamieszkiwało 351 osób, a gęstość zaludnienia wynosiła 72 osoby/km² (wśród 2293 gmin Pikardii Roberval plasuje się na 677. miejscu pod względem liczby ludności, natomiast pod względem powierzchni na miejscu 892.).